# Néstor Gorosito
Néstor Gorosito (* 14. květen 1964) je bývalý argentinský fotbalista a reprezentant. Na klubové úrovni působil mimo Argentinu v Rakousku, Chile a Japonsku.
Po skončení hráčské kariéry se stal trenérem.

## Reprezentační kariéra
Néstor Gorosito odehrál 19 reprezentačních utkání. S argentinskou reprezentací se zúčastnil Copa América 1989, 1993.

## Statistiky
| Argentina | Argentina | Argentina |
| Roky      | Záp.      | Góly      |
| --------- | --------- | --------- |
| 1989      | 5         | 0         |
| 1990      | 2         | 0         |
| 1991      | 0         | 0         |
| 1992      | 2         | 0         |
| 1993      | 8         | 0         |
| 1994      | 0         | 0         |
| 1995      | 0         | 0         |
| 1996      | 0         | 0         |
| 1997      | 2         | 1         |
| Celkem    | 19        | 1         |